# Olivares de Duero (kommunhuvudort)
Olivares de Duero är en kommunhuvudort i Spanien.   Den ligger i provinsen Provincia de Valladolid och regionen Kastilien och Leon, i den centrala delen av landet, 150 km norr om huvudstaden Madrid. Olivares de Duero ligger 735 meter över havet och antalet invånare är 326.
Terrängen runt Olivares de Duero är varierad. Olivares de Duero ligger nere i en dal. Runt Olivares de Duero är det glesbefolkat, med 14 invånare per kvadratkilometer. Närmaste större samhälle är Tudela de Duero, 18,8 km väster om Olivares de Duero. 